# Dendroprionomys rousseloti
Dendroprionomys rousseloti is een zoogdier uit de familie van de Nesomyidae. De wetenschappelijke naam van de soort werd voor het eerst geldig gepubliceerd door Petter in 1966.